# Orlando J. Benston
Orlando J. Benston, ameriški metalurg, * 1901, † 1966.
Po njem je nemški mineralog Fredrich Lippmann leta 1962 poimenoval mineral benstonit.
1. 1 2  Orlando Joel Benston, Sr (1901 - 1966) — 1996.
2. 1 2  Find a Grave — 1996.